# Проспект Богдана Хмельницького (Дніпро)
Проспект Богдана Хмельницького — одна з головних вулиць Дніпра. Проходить у Шевченківському, Центральному й Чечелівському районах міста.
Тягнеться з півночі на південь. Довжина 10200 метрів.

## Історія
Проспект Хмельницького проходить давнім шляхом з Половиці (через Селецьке) на Микитин Ріг та Михайлівку, де жив половицький козацький старожил Микита Корж.
Називався у минулому Сурсько-Литовське шосе. 1957 року Сурсько-Литовським шосе пустили трамвай №12.
У 1950-х роках шосе перейменували на вулицю Дніпропетровську. Ця назва досі залишилася у продовженні вулиці у селі Селецьке.
На початку 1980-х вулиця перейменована на Героїв Сталінграда.
2015 року у рамках декомунізації України вулиця отримала сучасну назву на честь гетьмана Війська Запорозького Богдана Хмельницького

## Будівлі
- № 1 — Гуртожиток авторемонтного заводу № 2;
- № 5а — Аварійно-рятувальний загін спеціального призначення Управління МНС;
- № 8г — Середня школа № 37;
- № 9 — Редакція газети «Дніпровський тиждень»;
- № 14б — Середня школа № 16;
- № 17 — Дніпропетровська обласна станція переливання крові;
- № 19 — міська лікарня № 16;
- № 21 — Дніпровське експериментальне протезно-ортопедичне підприємство;
- № 23 — Дніпровське медичне училище;
- № 24б — Державне спеціалізоване підприємство «Дніпровський державний міжобласний спеціальний комбінат» Державної корпорації «Українське державне об'єднання "Радон"»;
- № 25 — Податкова інспекція Шевченківського району;
- парк Богдана Хмельницького — колишнє міське кладовище з пам'ятником Богдану Хмельницькому та руїнами Літнього театру;
- парк Лева Писаржевського, створений наприкінці 1950- років на місці колишнього Нового єврейського цвинтаря. В парку розташовані пам'ятник жертвам голодомору, Єврейський меморіальний комплекс «Мацева», пам'ятником розстріляним мирним мешканцям 1941 року та обеліском з барельєфним портретом Леву Писаржевському;
- № 29 — стадіон «Трудові резерви»;
- колишня будівля ДАІ на Розсоші (Розвілці) з Запорізьким шосе — тепер автосалон,
- парк 40-річчя звільнення Дніпропетровська — колишнє міське кладовище з Меморіалом загиблим у другій світовій війні, могилою архітектора Олександра Красносельського;
- № 29р — Автостанція «Дніпро Автобусна Станція -2» («Південна»);
- № 25б — Храм на честь преподобного Сергія Радонезького УПЦ-МП;
- № 31а — тролейбусне депо № 2;
- № 31д — Експоцентр «Метеор»;
- № 37 — вечірня середня школа № 31;
- № 49а, 49б — Вище професійне училище №17, колишній Дніпропетровський торговий технікум;
- № 105 — дільничний пункт поліції Шевченківського району;
- № 106а — Завод кранів та засобів механізації «Дніпрокран»;
- № 116а — Управління праці та соціального захисту населення;
- № 117 — готель «Схід»;
- № 118а — Культурно-спортивний комплекс «Шинник»;
- № 122а — ПрАТ «Дніпрометалсервіс»;
- № 139 — ПрАТ «НВО Дніпропрес»;
- № 144 — Завод «Буддеталь»;
- № 146 — Автогосподарство ГУМВС в Дніпропетровській області;
- № 147 — ВАТ «Дніпрополімермаш»;
- № 150 — колишній радянський автомагазин;
- № 156 — Автобазар;
- № 156а — Дніпровський завод хімічних виробів;
- № 160 — Дніпровський завод газової апаратури;
- Курган Могила Войцехова;
- № 166а — Завод колісних систем «Консіма»;
- № 170 — Аварійно-рятувальний загін МНС;
- № 171 — Дніпровський інструментальний завод;
- № 174 — шпалерний завод АТЗТ «Дніпромайн»;
- № 198 — Конно-спортивний клуб «Horses of Anastasia»;
- № 227 — АТП-0406;
- № 259 — завод «Ретал-Дніпро»;
- Сурсько-Литовське кладовище.

## Місцевості, через які проходить проспект
- Млини
- 16-та міськлікарня
- Розвилка
- Червоні хутори (вулиця Незалежності - вулиця Будівельників)
- 2-й квартал
- 12 квартал, БК "Шиннік", Металобаза
- Завод пресів, "Полімермаш", авторинок
- Мирне
- ДНВЦ, садове товариство "Шиннік-2" та Сурсько-Литовське кладовище

## Перехресні вулиці
- вулиця Ігоря Сікорського
- вулиця Барвінківська
- проспект Пилипа Орлика
- вулиця Олександра Щербакова
- вулиця Напорна
- вулиця Лікаря Ребініна
- Запорізьке шосе
- вулиця Незалежності
- Зоряний бульвар
- вулиця Фабрично-заводська
- вулиця Будівельників
- вулиця Енергетична
- вулиця Шинна
- вулиця Корейська
- вулиця Матроська
- вулиця Молодіжна
- вулиця Івана Франка
- вулиця Перемоги
- вулиця Софіївська
- вулиця Домотканська
- вулиця Дениса Котенка
- вулиця Краснопільська
- вулиця Інженерна
- вулиця Чорних Запорожців
- вулиця Мирослава Скорика
- вулиця Бориса Мозолевського
- проїзд Олександра Гальченка
- вулиця Адміральська
- вулиця Нансена

## Транспорт
Трамвайні маршрути № 12, 16 з початку й майже до кінця проспекту.
Тролейбусні маршрути № 8, 9 та 11 від Запорізького шосе до Мирного.
Міські автобусні маршрути майже вздовж всього проспекту до повороту на Мирне й приміські - до кінця проспекту.

## Світлини

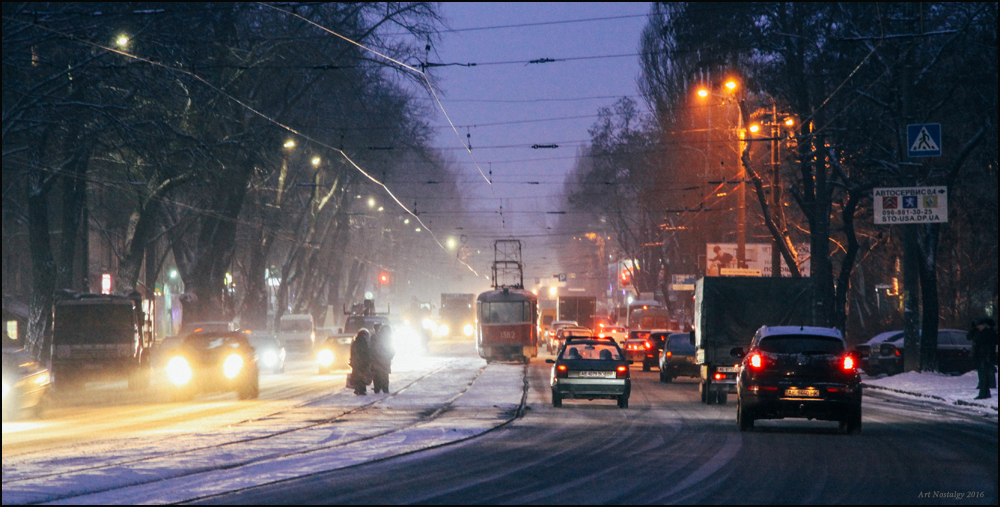
Проспект Богдана Хмельницького в районі 12 кварталу
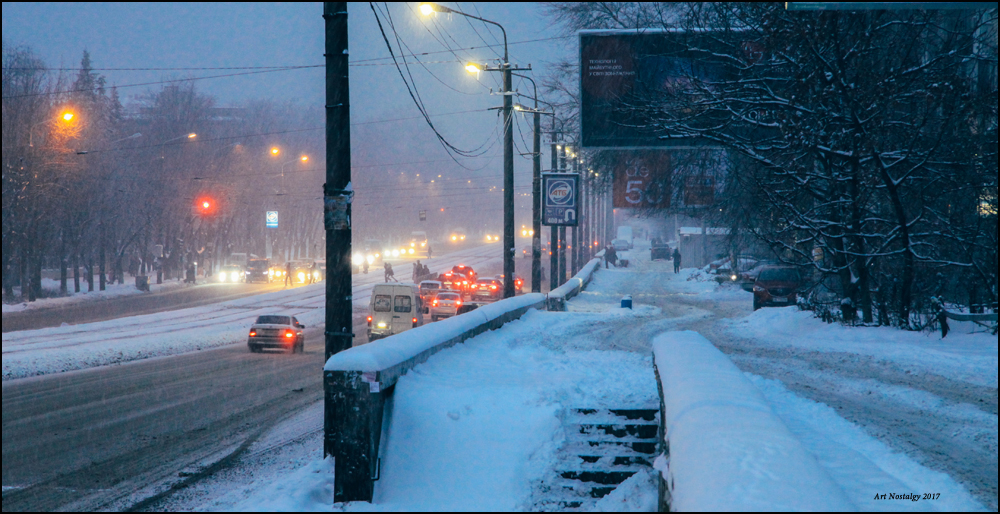
Проспект взимку
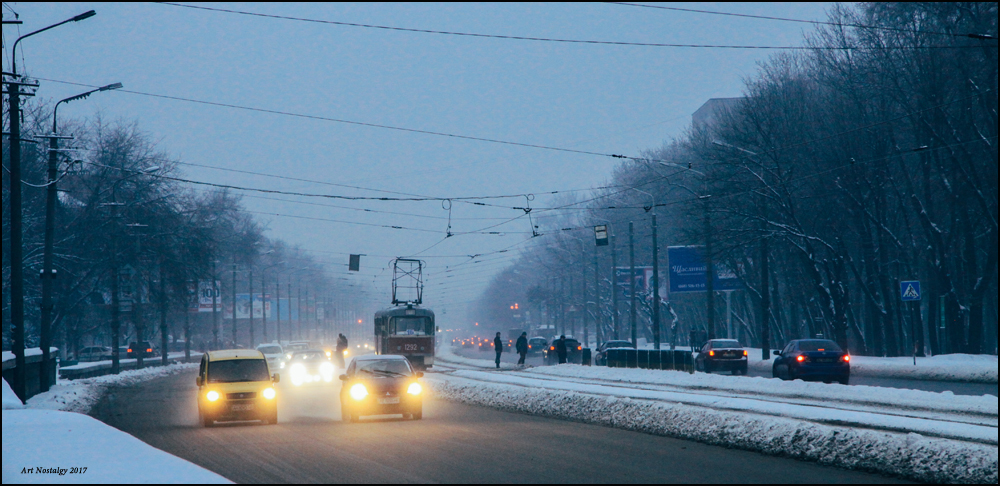
Трамвайна зупинка парк Богдана Хмельницького
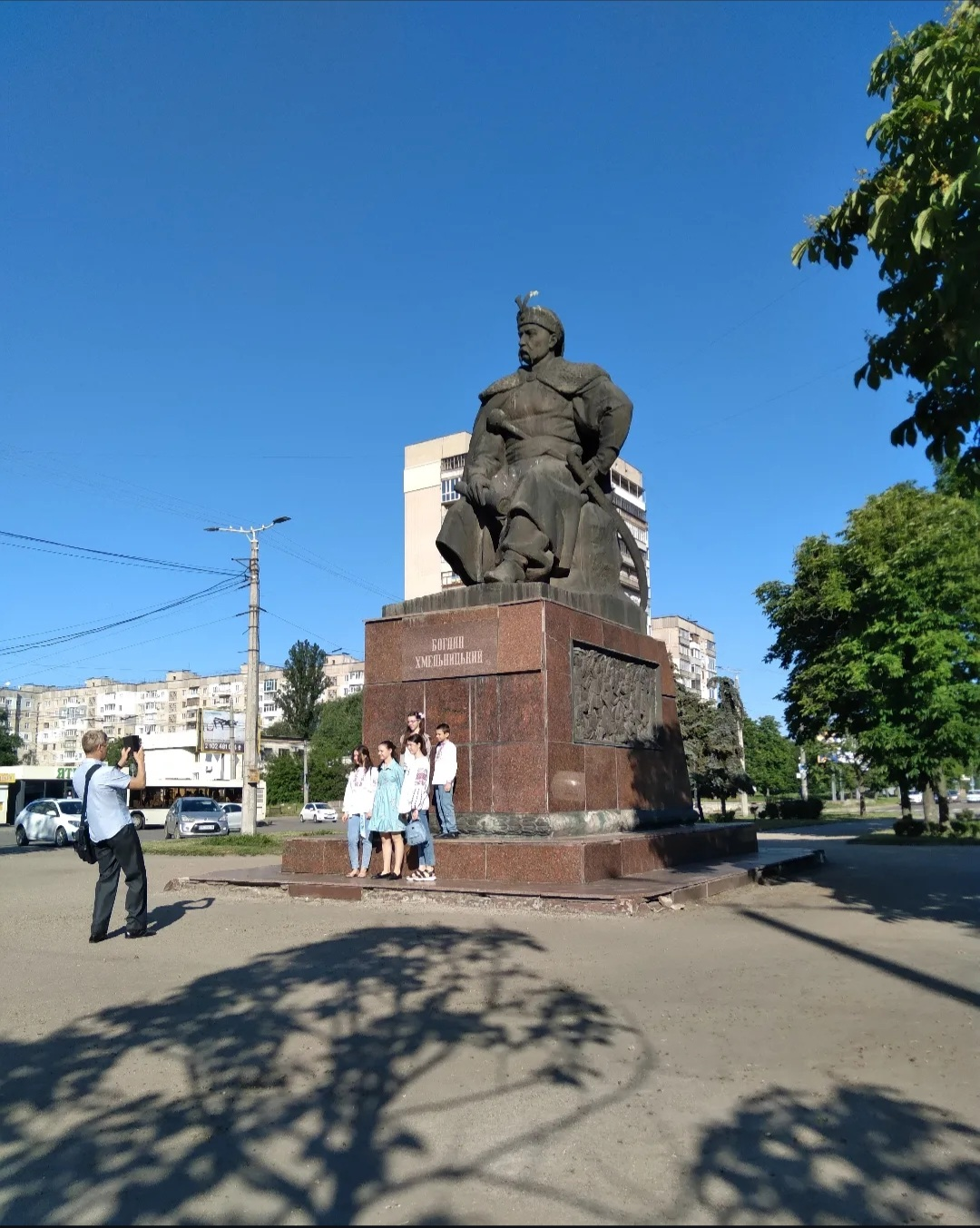
Пам'ятник Богдану Хмельницькому